# Netnakisum
Netnakisum ist eine österreichische Musikgruppe, die sich stilistisch zwischen Neuer Volksmusik, Weltmusik und einer Vielzahl an Einflüssen von Klassik über Neue Musik bis hin zu Pop, Rock und Jazz bewegt.

## Geschichte
Die Band wurde 2004 von Hermann Härtel jun. (Geige), Magdalena Zenz (Geige), Marie-Theres Härtel (Bratsche) und deeLinde (Cello) gegründet und bald darauf zu internationalen Festivals in Deutschland und Brüssel eingeladen. 2006 wechselte die Besetzung mit dem Weggang von Hermann Härtel, und Johanna Kugler kam. Zahlreiche Auftritte im In- und Ausland folgten u. a.: Irland, Deutschland, Italien, Schweiz, Malta und Portugal. 
Ein erstes Album folgte 2007 mit dem selbstbetitelten Netnakisum, 2009 Nutville. Anfang 2010 verließ Kugler die Gruppe, die fortan in Triobesetzung weitermachte. Im November 2010 führte man mit Das Geheimnis der Alpenstube erstmals ein Theaterstück auf, das im April 2011 als CD und DVD veröffentlicht wurde. Weitere Auftritte ab 2010 in China, USA, Algerien, England, Slowakei, Italien, Schweiz, Deutschland, Spanien, Schweden und Irland. 2012 tourte Netnakisum mit dem Trompeter Matthias Schriefl durch die Lande. Im selben Jahr verließ Magdalena Zenz die Gruppe.
Auftritt 2013 zu dritt mit Claudia Schwab beim Ethno-Jazz-Festival in Moldawien.
2015 waren Auftritte beim Kulturpicknick im Schloss Eggenberg sowie als Kusimanten – die Cousinen von Netnakisum mit Tamara Lukasheva zu verzeichnen.
Netnakisum spielte auch mit Erika Stucky, Manuel Normal, Markus Kupferblum, 5/8erl in Ehr’n, Tristan Schulze, Citoller Tanzgeiger, Sebastian Fuchsberger, Christian Bakanic, Rina Kacinari, Shreefpunk und Claudia Schwab.

## Diskografie
- 2007: Netnakisum (CD)
- 2009: Nutville (CD)
- 2011: Das Geheimnis der Alpenstube (CD+DVD)
- 2012: Netnakisum feat. Matthias Schriefl – Live im Allgäu
- 2014: Hoamweh (CD)